# Naturschutzgebiet Kahler Asten (Winterberg)

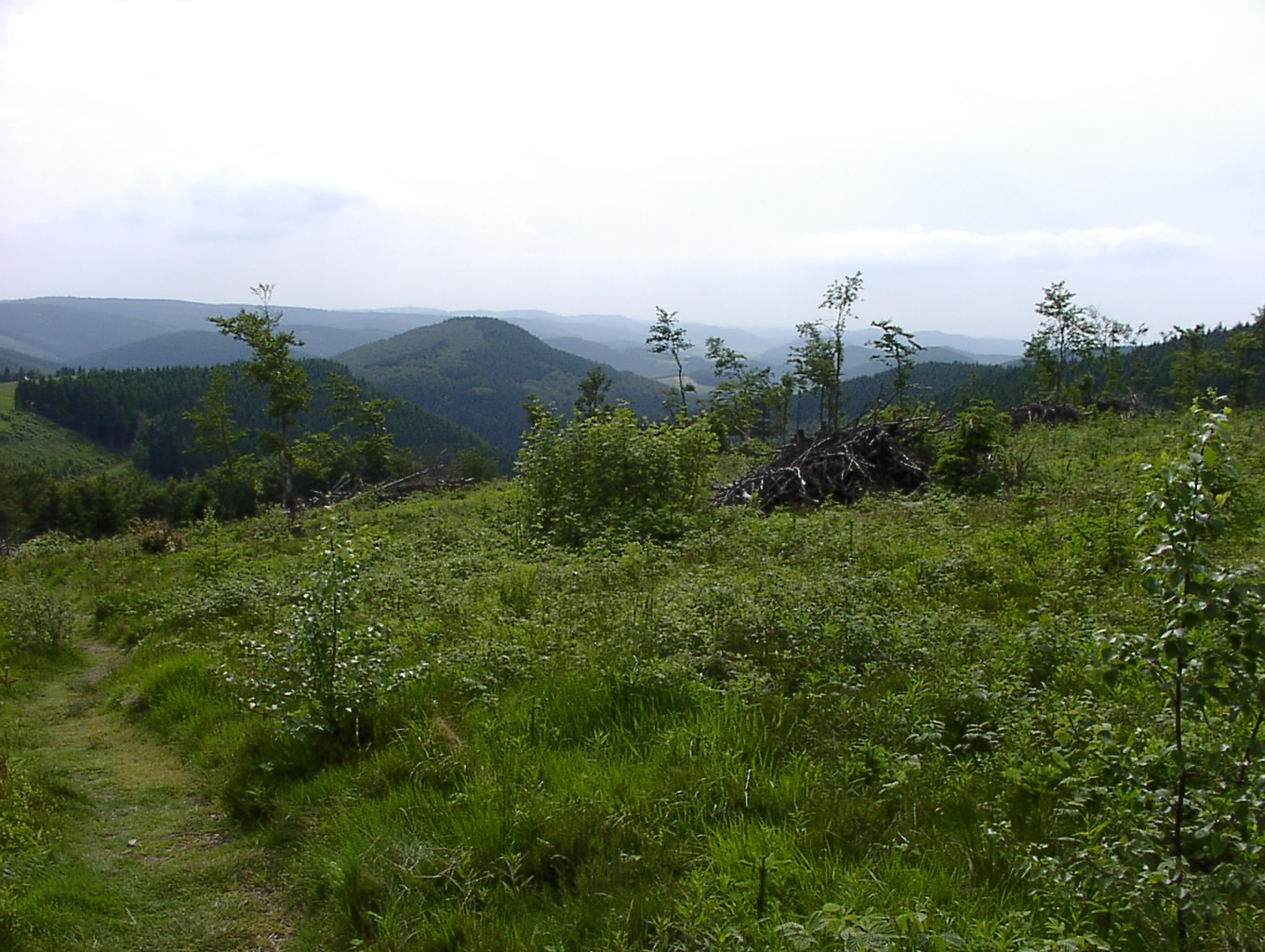
Blick vom Kahlen Asten

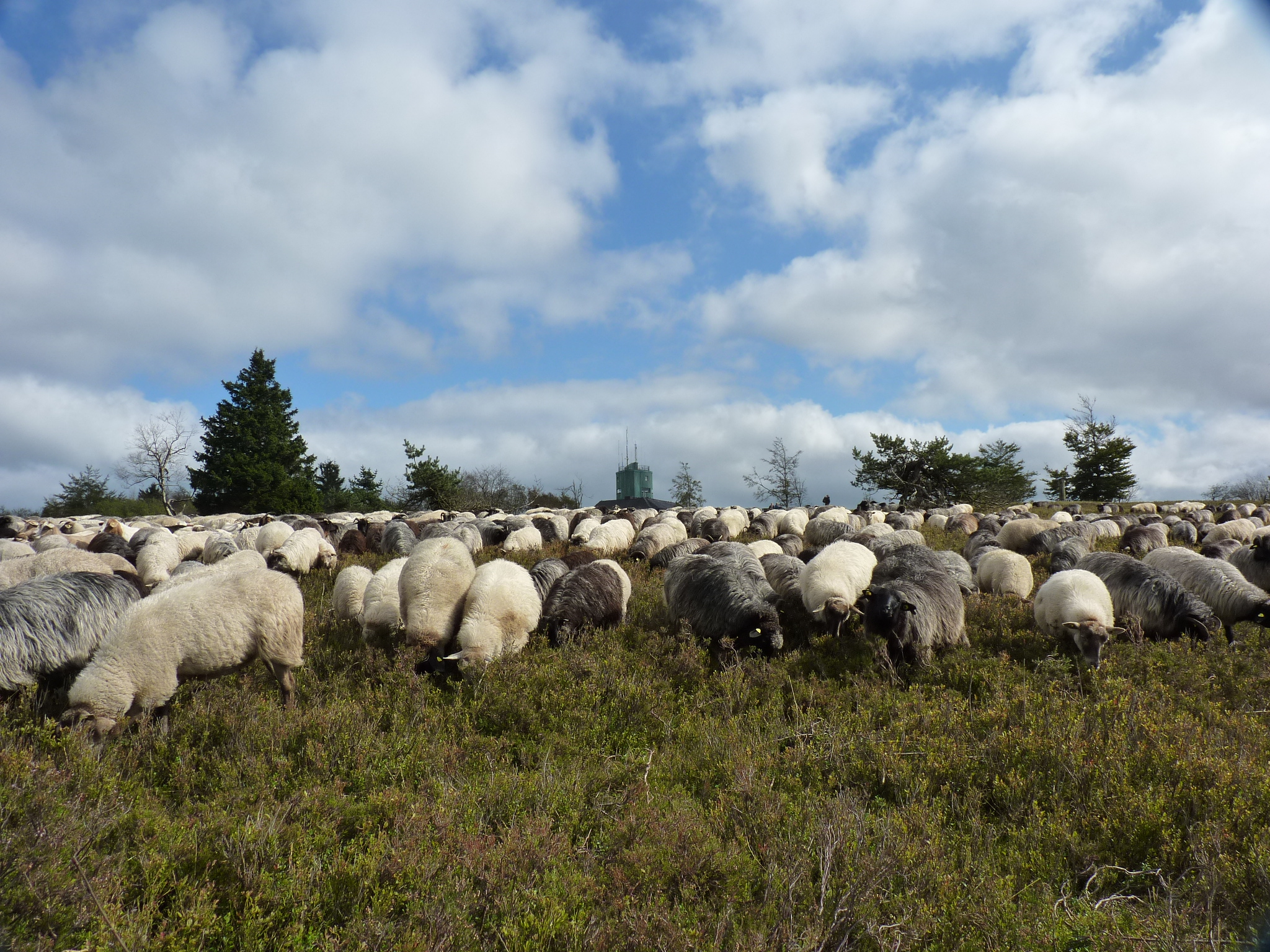
Schafe in der Heide auf dem Kahlen Asten mit Astenturm im Hintergrund

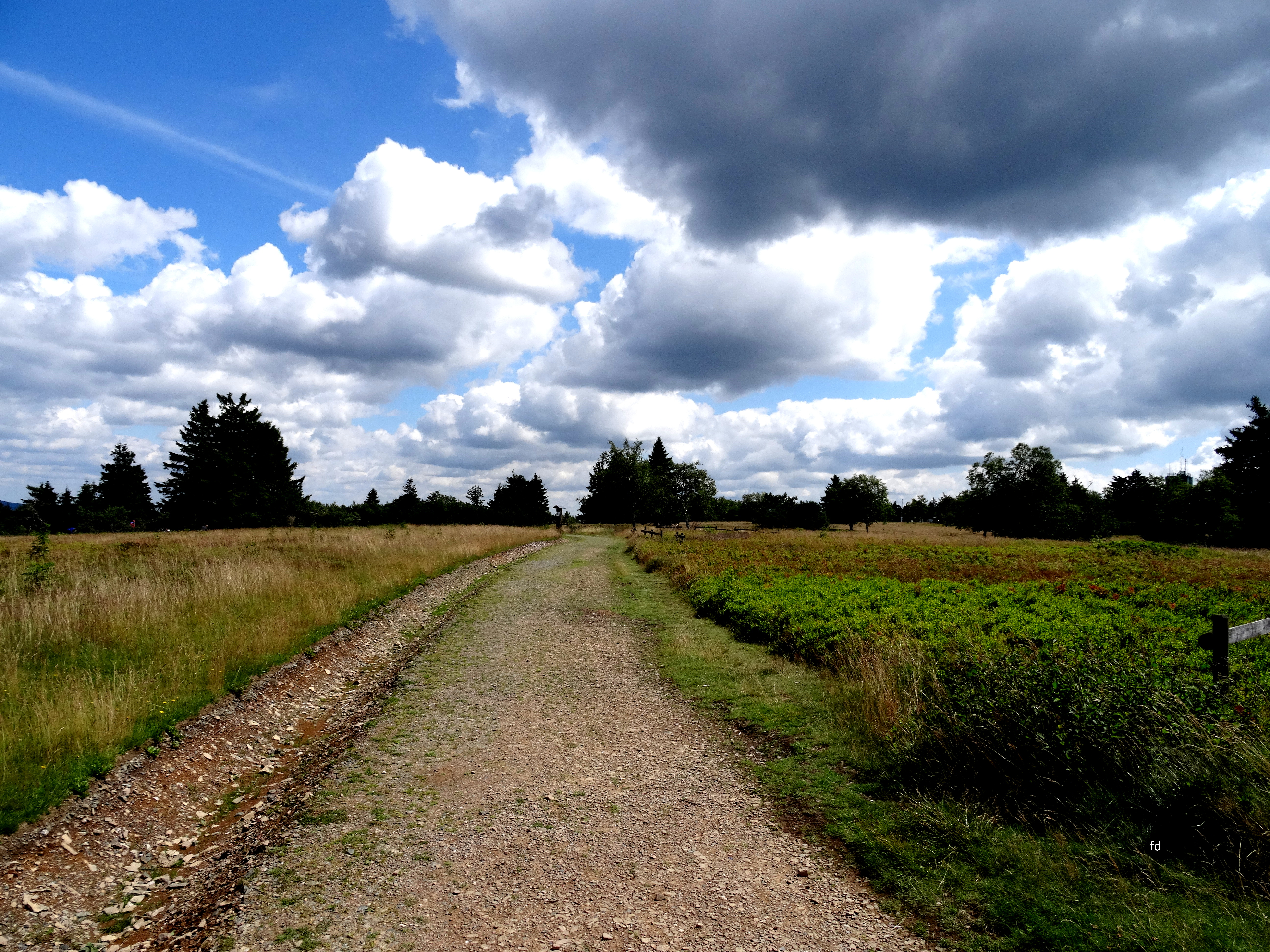
Heidelandschaft auf dem Kahlen Asten

Das Naturschutzgebiet Kahler Asten (Winterberg) ist ein 48,6 ha großes Naturschutzgebiet (NSG) auf dem im Rothaargebirge gelegenen Kahler Asten. Es liegt im Stadtgebiet von Winterberg westlich der Winterberger Kernstadt im nordrhein-westfälischen Hochsauerlandkreis.

## Geographische Lage
Das Naturschutzgebiet Kahler Asten (Winterberg) liegt im Naturpark Sauerland-Rothaargebirge auf den gipfelnahen Hochlagen des Kahlen Astens. Seine Westgrenze ist die Stadtgrenze von Winterberg zu Schmallenberg, und im NSG liegt in der Nähe von dessen Westgrenze die Lennequelle. Auf Schmallenberger Stadtgebiet grenzen die NSGs Naturschutzgebiet Kahler Asten (Schmallenberg) und Oberes Lennetal (Schmallenberg) an.

## Geschichte
Das NSG wurde erstmals von der Bezirksregierung Arnsberg 1965 als NSG und im Landschaftsplan Winterberger Hochfläche 1983 mit einer Größe von 36 ha erneut ausgewiesen. Es wurde 2008 mit dem Landschaftsplan Winterberg durch den Hochsauerlandkreis zum dritten Mal als (NSG) ausgewiesen. Dabei wurde die NSG-Fläche auf die heutige Größer vergrößert.
Im Jahr 2006 wurde vom Land Nordrhein-Westfalen das FFH-Gebiet Kahler Asten (FFH-Nr. 4816-303; 53 ha) ausgewiesen. Zu diesem FFH-Gebiet gehören auch die beiden Teilflächen, Skihänge Nordhang und Sahnehang, des 4,64 ha großen Landschaftsschutzgebiet Skigebiet Kahler Asten. Letzteres wurde 2008 als Landschaftsschutzgebiet vom Typ C, Wiesentäler und bedeutsames Extensivgrünland, ausgewiesen. Auf den Skihängen hat die Nutzung als Skipiste zur Etablierung von Magerrasen mit Übergängen zur Zwergstrauchheide geführt. Laut Landschaftsplan wurde wegen der jahrzehntelangen Wintersportnutzung auf eine Ausweisung als Naturschutzgebiet verzichtet, obwohl im Gebiet geschützte Biotope nach § 30 BNatSchG vorkommen.

## Beschreibung
Die Kuppe des Kahlen Asten nimmt eine Zwergstrauchheide ein. Gelegentlich wird sie als Hochheide bezeichnet, weil man sie eine Zeit lang für ein Relikt des vergangenen Eiszeitalters hielt. Auf der Heide wachsen kaum Bäume, da aufkommende Baumsämlinge durch Schafbeweidung verbissen werden. In Teilbereichen ist allerdings die natürliche Wiederbewaldung wegen der unzureichenden Beweidung schon weit fort geschritten. Um das Landschaftsbild zu erhalten, sind immer wieder manuelle Pflegeeingriffe nötig. Die Vegetation besteht vorwiegend aus Heidekraut (Calluna vulgaris), Borstgras (Nardus stricta) und Zwergsträuchern, unter anderem Heidelbeeren (Vaccinium sp.) und Ginster (Genista s. l.).
Auf der Heide brütet unter anderem der Wiesen- und Baumpieper. Das früher hier vorkommende Birkhuhn ist seit vielen Jahren verschwunden.

## Schutzmaßnahmen
Seit 1987 werden die Heidebereiche im NSG durch das Bigger Josefsheim der Josefs-Gesellschaft mit Heidschnucken, einer speziellen Schafrasse aus der Lüneburger Heide, und Ziegen beweidet. Junge Bäume und Sträucher wurden vom Landschaftspflegetrupp der Biologische Station Hochsauerlandkreis mit Motorsägen und Freischneidern umgesägt. Auf Teilflächen wurde maschinell geplaggt, um eine Regeneration der Heide zu erreichen und die weitere Vergrasung zu verhindern.
Die Zahl der Besucher auf dem Kahlen Asten liegt schätzungsweise bei mehr als eine Million pro Jahr. Neben den Besuchern, die mit einem Auto anreisen, kommen viele Wanderer zu Fuß. Es gibt mehr als 20 Wanderwege, darunter den Europäischen Fernwanderweg E1, den Rothaarsteig mit vier Zugangswegen, den Sauerland-Höhenflug, den Hochsauerlandkammweg, den Rothaarkammweg und den Hanseweg, die alle über den Berg führen. Um die Belastung für das Naturschutzgebiet zu verringern, wurden diese Wege auf den Rundweg am Kahlen Asten und die beiden Zugangswege zum Turm zusammengelegt. Neben diesen offiziellen Wegen gibt es eine Vielzahl von Trampelpfaden in der Heide. Die Biologische Station Hochsauerlandkreis zählte 2011 je Quadratkilometer auf der Bergkuppe acht Kilometer Wege. Von der Biologischen Station, der Unteren Landschaftsbehörde des Hochsauerlandkreises, dem Sauerländischen Gebirgsverein, dem Rothaarsteigverein und weiteren Akteuren wurde ein Wegekonzept erarbeitet. Unter anderem sollen Hürden an Wegen die Besucher lenken.

## Schutzzweck
Die Ausweisung als Naturschutzgebiet erfolgte wegen der Heide und dem dortigen Arteninventar. Wie bei allen Naturschutzgebieten in Deutschland wurde in der Schutzausweisung darauf hingewiesen, dass das Gebiet „wegen der Seltenheit, besonderen Eigenart und Schönheit des Gebietes“ zum Naturschutzgebiet wurde.